# Teluroides
Teluroides är ett släkte av skalbaggar. Teluroides ingår i familjen Melolonthidae.
Kladogram enligt Catalogue of Life:
| Teluroides | \| \| Teluroides clypealis \| \| \| \| \| \| Teluroides suturalis \| \| \| \| |
|            | \| \| Teluroides clypealis \| \| \| \| \| \| Teluroides suturalis \| \| \| \| |
|            | Teluroides clypealis                                                          |
|            |                                                                               |
|            | Teluroides suturalis                                                          |
|            |                                                                               |